# Muga
Muga (nep. मुगा) – gaun wikas samiti we wschodniej części Nepalu w strefie Kośi w dystrykcie Dhankuta. Według nepalskiego spisu powszechnego z 2001 roku liczył on 814 gospodarstw domowych i 4534 mieszkańców (2314 kobiet i 2220 mężczyzn).